# Silvan Dillier
Silvan Dillier (Baden, 3 agosto 1990) è un ciclista su strada e pistard svizzero che corre per il team Alpecin-Deceuninck. Professionista dal 2014, ha vinto due titoli mondiali nella cronometro a squadre (2014, 2015) e una tappa al Giro d'Italia 2017.

## Carriera
Attivo nella categoria Under-23 già dal 2009, nei primi quattro anni nella categoria vince quattro titoli nazionali, uno in linea (nel 2009) e tre a cronometro (2010, 2011 e 2012); sempre nel 2012 si aggiudica la Berner Rundfahrt e una tappa al prestigioso Tour de l'Avenir in Francia. Nel 2013 viene messo sotto contratto dalla BMC Development, squadra Under-23 associata al team World Tour BMC, e in stagione coglie due vittorie nei calendari continentali (Tour de Normandie e Flèche Ardennaise) guadagnandosi, a inizio agosto, la promozione come stagista nella BMC. Con la maglia della prima squadra già nel settembre 2013 si aggiudica una tappa al Tour of Alberta in Canada.
Passato professionista nel 2014 proprio con la BMC, in primavera si rende protagonista di un attacco nel finale della Gand-Wevelgem, e nel prosieguo di stagione si piazza secondo al Gran Premio del Canton Argovia e terzo al campionato nazionale a cronometro e al Tour de Wallonie; in settembre, pur da neo-pro, viene incluso nel sestetto BMC per la cronometro a squadre dei campionati del mondo di Ponferrada, contribuendo alla vittoria della medaglia d'oro. Nel 2015 ottiene i primi successi da pro individuali, aggiudicandosi il titolo nazionale a cronometro e una tappa all'Arctic Race of Norway, e partecipa al suo primo Giro d'Italia; a fine stagione a Richmond conquista anche il secondo titolo mondiale della cronometro a squadre con i compagni della BMC, mentre su pista con il quartetto nazionale è medaglia d'argento Elite nell'inseguimento a squadre ai campionati europei di Grenchen.
Nella stagione 2016 non coglie successi, ma conclude quarto al Dubai Tour e terzo nella terza tappa del Tour de Suisse, e partecipa sia ai Giochi olimpici di Rio de Janeiro, componendo il quartetto svizzero dell'inseguimento a squadre, che alla sua prima Vuelta a España. Nel 2017, ancora in maglia BMC, si classifica secondo alla Dwars door West-Vlaanderen, battuto in uno sprint a due da Jos van Emden. Dopo la primavera delle classiche disputa il Giro d'Italia riuscendo a imporsi nella sesta tappa, con arrivo sullo strappo di Terme Luigiane, davanti al compagno di fuga Jasper Stuyven. Il mese successivo vince la Route du Sud, imponendosi anche nella classifica a punti e quella degli scalatori.
Nel 2018, passato alla formazione francese dell'AG2R La Mondiale inizia la stagione nel migliore dei modi aggiudicandosi la Route Adélie de Vitré, per poi ottenere un prestigioso secondo posto alla Parigi-Roubaix, battuto nella volata a due da Peter Sagan dopo una lunga fuga.

## Palmarès

### Strada
- 2007 (Juniores)

4ª tappa Corsa della Pace Juniores (Děčín > Pirna)
3ª tappa, 1ª semitappa Tour du Pays de Vaud (Mézières > Savigny)
3ª tappa Kroz Istru
- 2008 (Juniores)

Campionati svizzeri, Prova a cronometro Juniores
- 2009 (Atlas-Romer's Hausbäckerei)

Campionati svizzeri, Prova in linea Under-23
- 2010 (Chambéry Cyclisme Formation)

Campionati svizzeri, Prova a cronometro Under-23
- 2011 (Team Vorarlberg)

Campionati svizzeri, Prova a cronometro Under-23
- 2012 (EKZ Racing Team)

Campionati svizzeri, Prova a cronometro Under-23
Berner Rundfahrt
2ª tappa Tour de l'Avenir (Dole > Belleville)
- 2013 (BMC Development Team, due vittorie/BMC Racing Team, una vittoria)

Classifica generale Tour de Normandie
Flèche Ardennaise
2ª tappa Tour of Alberta (Devon > Red Deer)
- 2015 (BMC Racing Team, due vittorie)

Campionati svizzeri, Prova a cronometro
4ª tappa Arctic Race of Norway (Narvik > Narvik)
- 2017 (BMC Racing Team, tre vittorie)

6ª tappa Giro d'Italia (Reggio Calabria > Terme Luigiane)
Classifica generale Route du Sud
Campionati svizzeri, Prova in linea
- 2018 (AG2R la Mondiale, una vittoria)

Route Adélie de Vitré
- 2021 (Alpecin-Fenix, una vittoria)

Campionati svizzeri, Prova in linea

#### Altri successi
- 2007 (Juniores)

1ª tappa Corsa della Pace Juniores (Neuchâtel > Neuchâtel, cronosquadre)
- 2013 (BMC Development Team)

Classifica giovani Tour de Normandie
- 2014 (BMC Racing Team)

Campionati del mondo, Cronosquadre
- 2015 (BMC Racing Team)

Campionati del mondo, Cronosquadre

### Pista
- 2008 (Juniores)

Campionati svizzeri, Omnium Juniores
- 2011

Campionati europei Juniores & U23, Americana Under-23 (con Cyrille Thiéry)
Campionati svizzeri, Americana (con Claudio Imhof)
Campionati svizzeri, Omnium
Trois Jours d'Aigle (con Claudio Imhof)
- 2012

Campionati europei Juniores & U23, Inseguimento individuale Under-23
Campionati europei Juniores & U23, Americana Under-23 (con Jan Keller)
- 2013

Sei giorni di Zurigo (con Iljo Keisse)

## Piazzamenti

### Grandi Giri
- Giro d'Italia

2015: 52º
2016: ritirato (3ª tappa)
2017: 67º
- Tour de France

2018: 83º
2021: 59º
2022: 60º
2025: 131º
- Vuelta a España

2016: 79º
2019: 72º

### Classiche monumento
- Milano-Sanremo

2015: 38º
2017: 125º
2022: 102º
2023: 100º
2024: 163º
2025: ritirato
- Giro delle Fiandre

2014: 46º
2015: 61º
2017: 49º
2019: 54º
2020: ritirato
2021: ritirato
2022: 98º
2023: 80º
2024: ritirato
2025: ritirato
- Parigi-Roubaix

2014: ritirato
2018: 2º
2019: 57º
2021: 49º
2022: 63º
2023: 42º
2025: ritirato
- Liegi-Bastogne-Liegi

2016: 123º

### Competizioni mondiali
- Campionati del mondo su strada

Melbourne 2010 - Cronometro Under-23: 40º
Melbourne 2010 - In linea Under-23: ritirato
Copenaghen 2011 - Cronometro Under-23: 38º
Copenaghen 2011 - In linea Under-23: ritirato
Limburgo 2012 - Cronometro Under-23: 28º
Limburgo 2012 - In linea Under-23: 17º
Ponferrada 2014 - Cronosquadre: vincitore
Ponferrada 2014 - Cronometro Elite: 18º
Richmond 2015 - Cronosquadre: vincitore
Richmond 2015 - Cronometro Elite: 30º
Richmond 2015 - In linea Elite: 28º
Doha 2016 - In linea Elite: ritirato
Bergen 2017 - Cronosquadre: 2º
Bergen 2017 - In linea Elite: 50º
Innsbruck 2018 - Cronosquadre: 15º
Innsbruck 2018 - Cronometro Elite: 47º
Yorkshire 2019 - In linea Elite: ritirato
Imola 2020 - In linea Elite: ritirato
Fiandre 2021 - In linea Elite: 45º
Glasgow 2023 - In linea Elite: 43°
- Campionati del mondo su pista

Città del Capo 2008 - Americana Juniores: 3º
Apeldoorn 2011 - Corsa a punti: 8º
Apeldoorn 2011 - Inseguimento a squadre: 13º
Melbourne 2012 - Corsa a punti: 9º
Melbourne 2012 - Inseguimento a squadre: 11º
Minsk 2013 - Americana: 7º
Minsk 2013 - Inseguimento a squadre: 8º
Londra 2016 - Inseguimento a squadre: 9º
Londra 2016 - Inseguimento individuale: 12º
- Giochi olimpici

Rio de Janeiro 2016 - Inseguimento a squadre: 7º

### Competizioni europee
- Campionati europei su strada

Alkmaar 2019 - In linea Elite: 22º